# Tenebrionoidea
Super-famille
Les Tenebrionoidea sont une super-famille d'insectes coléoptères.

## Liste desfamilles
Selon BioLib (22 juin 2025) :
- Aderidae  Csiki, 1909
- Anthicidae Latreille, 1819
- Archeocrypticidae Kaszab, 1964
- Boridae C. G. Thomson, 1859
- Chalcodryidae Watt, 1974
- Ciidae Leach in Samouelle, 1819
- Ischaliidae Blair, 1920
- Lagrioididae Abdullah & Abdullah, 1968
- Melandryidae Leach, 1815
- Meloidae Gyllenhal, 1810
- Mordellidae Latreille, 1802
- Mycetophagidae Leach, 1815
- Mycteridae  Oken, 1843
- Oedemeridae Latreille, 1810
- Promecheilidae Lacordaire, 1859
- Prostomidae C. G. Thomson, 1859
- Pterogeniidae Crowson, 1953
- Pyrochroidae Latreille, 1807
- Pythidae Solier, 1834
- Ripiphoridae Gemminger and Harold, 1870
- Salpingidae Leach, 1815
- Scraptiidae Gistel, 1848
- Stenotrachelidae C. G. Thomson, 1859
- Synchroidae Lacordaire, 1859
- Tenebrionidae Latreille, 1802
- Tetratomidae Billberg, 1820
- Trictenotomidae Blanchard, 1845
- Ulodidae Pascoe, 1869
- Zopheridae Solier, 1834